# Endgame (album Megadeth)
Endgame – dwunasty studyjny album thrashmetalowej grupy Megadeth. Ukazał się we wrześniu 2009 roku, nakładem Roadrunner Records. Album zadebiutował na 9. miejscu listy sprzedaży Billboard 200 w Stanach Zjednoczonych sprzedając się w przeciągu tygodnia w nakładzie 45 000 egzemplarzy.

## Lista utworów
1. "Dialectic Chaos" (muz. Mustaine) – 2:25
2. "This Day We Fight!" (muz. Mustaine, sł. Mustaine) – 3:27
3. "44 Minutes" (muz. Mustaine, sł. Mustaine) – 4:37
4. "1,320" (muz. Mustaine, sł. Mustaine) – 3:49
5. "Bite the Hand" (muz. Mustaine, sł. Mustaine) – 4:01
6. "Bodies" (muz. Mustaine, sł. Mustaine) – 3:34
7. "Endgame" (muz. Mustaine, sł. Mustaine) – 5:57
8. "The Hardest Part of Letting Go... Sealed with a Kiss" (muz. Mustaine, Broderick, sł. Mustaine) – 4:41
9. "Head Crusher" (muz. Mustaine, Drover, sł. Mustaine) – 3:26
10. "How the Story Ends" (muz. Mustaine, sł. Mustaine) – 4:28
11. "The Right to Go Insane" (muz. Mustaine, sł. Mustaine) – 4:18

## Twórcy
- Dave Mustaine – wokal prowadzący, gitara
- Chris Broderick – gitara, wokal wspierający
- James LoMenzo – gitara basowa, wokal wspierający
- Shawn Drover – perkusja